# Echinococcus canadensis
Echinococcus canadensis (Webster a Cameron, 1961) je drobná 1–5 mm dlouhá tasemnice z čeledi Taeniidae s dvojhostitelským cyklem. Druh vznikl vyčleněním z původního druhu Echinococcus granulosus na základě analýzy mitochondriální DNA. Ta odhalila skutečnost, že velbloudí kmen G6, prasečí kmen G7 a dva jelení kmeny G8 a G10 jsou natolik geneticky odlišné od ovčích kmenů měchožila, že byly přeřazeny do nového druhu E. canadensis. Definitivním hostitelem tasemnice je pes, případně jiná psovitá šelma. Mezihostitelem jsou pak prasata (G7), velbloudi a kozy (G6), či jelenovití, např. sob polární či los (G8 a G10). Člověk se může nakazit jakožto náhodný mezihostitel a infekce se označuje jako cystická echinokokóza (CE).